# Johannella purpurea
Johannella purpurea is een pissebed uit de familie Stenasellidae. De wetenschappelijke naam van de soort is voor het eerst geldig gepubliceerd in 1924 door Monod.